# Daihatsu YRV

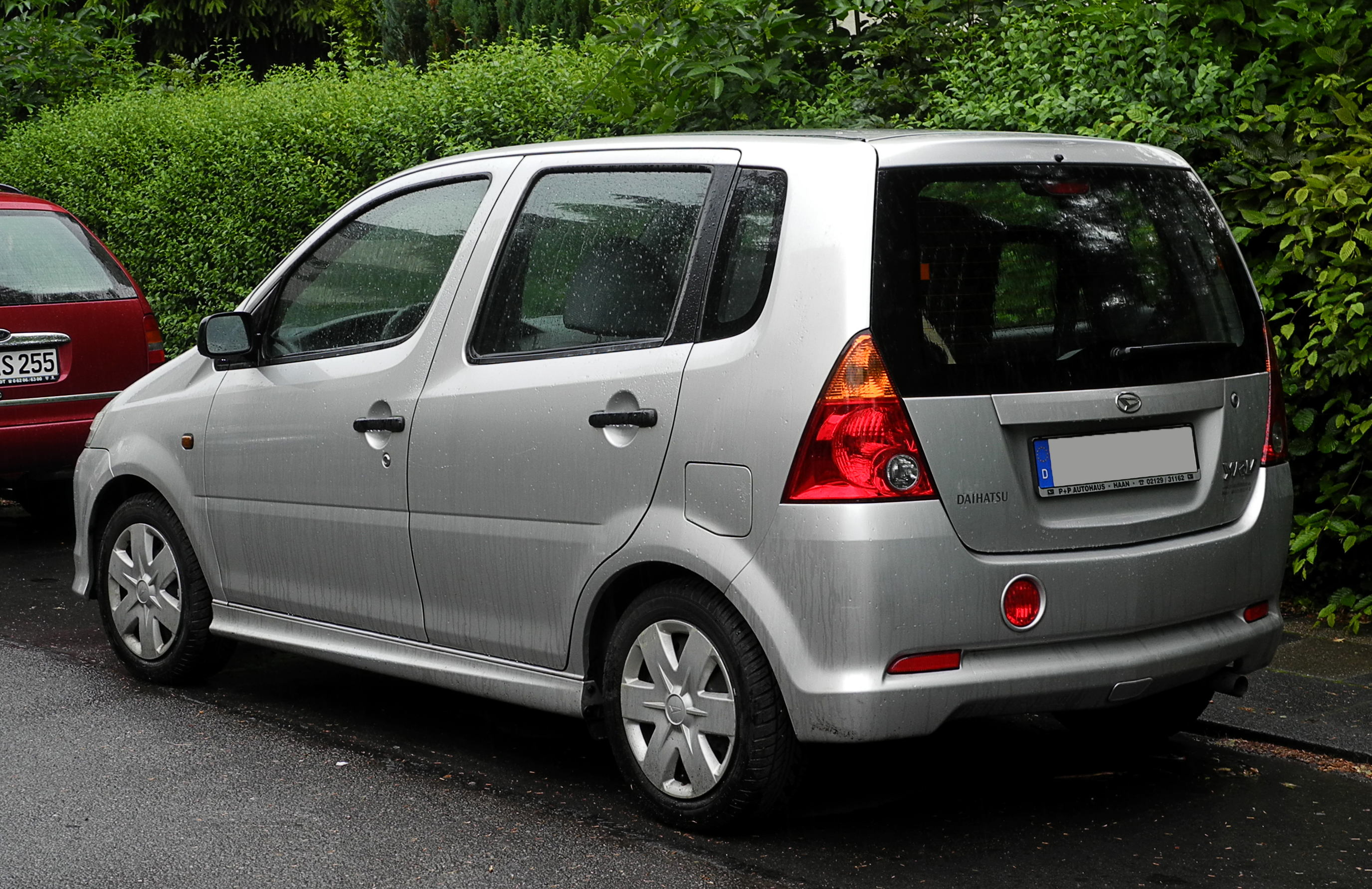
Heckansicht

Der Minivan Daihatsu YRV wurde von August 2000 bis Juli 2005 auf Basis des Kleinwagens Sirion produziert.
Das 3,77 Meter lange und ausschließlich als Fünftürer verfügbare Auto besaß in den höherwertigen Versionen CXL und CXS eine um 15 Zentimeter längsverschiebbare Rücksitzbank. Angetrieben wurde der YRV wahlweise von einem Ein-Liter-Dreizylinder oder einem 1,3 Liter großen Vierzylinder in Saug- oder Turboversion; die Kraftübertragung auf die Vorderräder übernahm ein Fünfgang-Schaltgetriebe oder eine Viergangautomatik. Auf Wunsch stand ein Allradantrieb zur Verfügung.
Die Produktion wurde im Sommer 2005 eingestellt. Im Mai 2006 (Japan) bzw. im März 2007 (Deutschland) wurde von Daihatsu als Nachfolger das Modell Daihatsu Materia auf den Markt gebracht.

## Zulassungszahlen
In Deutschland blieb der YRV erfolglos. Daihatsu wollte hier ursprünglich 5.000 Fahrzeuge pro Jahr verkaufen, jedoch wurde dieses Verkaufsziel nie erreicht. Zwischen 2000 und 2006 sind in Deutschland insgesamt 4.767 Einheiten der Baureihe neu zugelassen worden. Mit 1.246 Einheiten war 2001 das erfolgreichste Verkaufsjahr.
|  |

|  |

|  |

|  |

|  |

|  |

|  |

|  |

|  |

|  |

|  |

|  |

|  |

|  |

|  |

|  |

|  |

|  |

|  |

|  |

|  |

|  |

|  |

|  |

|  |

|  |

|  |

|  |

|  |

|  |

|  |

|  |

|  |

|  |

|  |

|  |

|  |

|  |

|  |

|  |

|  |

|  |

|  |

|  |

|  |

|  |

|  |

|  |

|  |

|  |

|  |

|  |

|  |

|  |

|  |

|  |

|  |

|  |

|  |

|  |

|  |

|  |

|  |

|  |

|  |

|  |

|  |

|  |

|  |

|  |

|  |

|  |

|  |

|  |

|  |

|  |

|  |

|  |

|  |

|  |

|  |

|  |

|  |

|  |

|  |

|  |

|  |

|  |

|  |

|  |

|  |

|  |

|  |

|  |

|  |

|  |

|  |

|  |

|  |

|  |

|  |

|  |

|  |

|  |

|  |

|  |

|  |

|  |

|  |

|  |

|  |

|  |

|  | Benziner (4.767) |

|  | Benziner (4.767) |

### GTti
Der Verkaufsschlager unter allen Motorisierungen war der 1,3 l große Sauger mit 87 PS. Dieses Triebwerk wurde über 4000-mal verkauft. Der 1,3-l-Turbo (in Dtl. und Österreich "GTti" genannt) wurde hingegen nur 150-mal importiert, von dem laut KBA bis 1. Januar 2006 genau 136 Exemplare zugelassen wurden. Äußeres Erkennungszeichen des GTti war eine Lufthutze auf der Motorhaube, unterhalb der der Ladeluftkühler platziert war.
Der GTti war ausschließlich in den Farben Gelb und Silber erhältlich, darüber hinaus einige Sondermodelle in Schwarz. Ansonsten war der YRV auch in den Lackierungen Marsrot, Weiß, Karibikblau-Metallic und Silberrosé-Metallic zu erwerben.
Zum Stichtag 1. Januar 2024 waren in Deutschland laut KBA noch 21 Daihatsu YRV GTti angemeldet.

## Technische Daten
| Daihatsu YRV                          | 1000 | 1300 | 1300 Turbo |
| ------------------------------------- | --- | --- | --- |
| Motor:                                | 3-Zylinder-Reihenmotor (Viertakt), vorne quer                                                                                                  | 4-Zylinder-Reihenmotor (Viertakt), vorne quer                                                                                                  | 4-Zylinder-Reihenmotor (Viertakt), vorne quer                                                                                                  |
| Hubraum:                              | 989 cm³ | 1298 cm³ | 1298 cm³ |
| Bohrung × Hub:                        | 72 × 81 mm | 72 × 79,7 mm | 72 × 79,7 mm |
| Leistung bei 1/min:                   | 43 kW (58 PS) bei 6000 | 64 kW (87 PS) bei 6000 | 95 kW (129 PS) bei 6400 |
| Max. Drehmoment bei 1/min:            | 88 Nm bei 3600 | 120 Nm bei 3200 | 170 Nm bei 2800 |
| Verdichtung:                          | 10,0:1 | 10,0:1 | 8,5:1 |
| Gemischaufbereitung:                  | Einspritzung | Einspritzung | Einspritzung, Turbolader, Ladeluftkühler |
| Ventilsteuerung:                      | 2 obenliegende Nockenwellen, Antrieb über Kette, 4 Ventile pro Zylinder                                                                        | 2 obenliegende Nockenwellen, Antrieb über Kette, 4 Ventile pro Zylinder                                                                        | 2 obenliegende Nockenwellen, Antrieb über Kette, 4 Ventile pro Zylinder                                                                        |
| Kühlung:                              | Wasserkühlung | Wasserkühlung | Wasserkühlung |
| Getriebe:                             | 5-Gang-Getriebe a.W. (Serie bei Turbo) Viergangautomatik mit Lenkrad-Schaltung "SteerShift" Frontantrieb, a.W. Allradantrieb (nicht bei Turbo) | 5-Gang-Getriebe a.W. (Serie bei Turbo) Viergangautomatik mit Lenkrad-Schaltung "SteerShift" Frontantrieb, a.W. Allradantrieb (nicht bei Turbo) | 5-Gang-Getriebe a.W. (Serie bei Turbo) Viergangautomatik mit Lenkrad-Schaltung "SteerShift" Frontantrieb, a.W. Allradantrieb (nicht bei Turbo) |
| Radaufhängung vorn:                   | Querlenker, Federbeine, Schraubenfedern, Stabilisator                                                                                          | Querlenker, Federbeine, Schraubenfedern, Stabilisator                                                                                          | Querlenker, Federbeine, Schraubenfedern, Stabilisator                                                                                          |
| Radaufhängung hinten:                 | Verbundlenkerachse, Schraubenfedern | Verbundlenkerachse, Schraubenfedern | Verbundlenkerachse, Schraubenfedern |
| Bremsen:                              | innenbelüftete Scheibenbremsen vorne, Trommelbremsen hinten, ABS                                                                               | innenbelüftete Scheibenbremsen vorne, Trommelbremsen hinten, ABS                                                                               | innenbelüftete Scheibenbremsen vorne, Trommelbremsen hinten, ABS                                                                               |
| Lenkung:                              | Zahnstangenlenkung, Servo | Zahnstangenlenkung, Servo | Zahnstangenlenkung, Servo |
| Karosserie:                           | Stahlblech, selbsttragend | Stahlblech, selbsttragend | Stahlblech, selbsttragend |
| Spurweite vorn/hinten:                | 1390/1405 mm | 1390/1405 mm | 1390/1405 mm |
| Radstand:                             | 2355 mm | 2355 mm | 2355 mm |
| Abmessungen:                          | 3765 × 1620 × 1550 mm | 3765 × 1620 × 1550 mm | 3765 × 1620 × 1550 mm |
| Leergewicht:                          | 875 kg | 890–945 kg | ab 890 kg (Dtl: 1002 kg) |
| Höchstgeschwindigkeit (Werk):         | 150 km/h | 165–175 km/h | 180+ km/h |
| 0–100 km/h (Werk):                    | 15,4 s | 11,2–13,1 s | 8,4 s |
| Verbrauch (L/100 km, EU-Stadtzyklus): | 6,9 N | 7,6–8,5 N | 9,4 N |
| Verbrauch (L/100 km, außerstädtisch): | 4,9 N | 5,1–5,5 N | 5,6 N |
| Verbrauch (L/100 km, kombiniert):     | 5,6 N | 6,1–6,7 N | 7,0 N |
| Preis (SFr):                          | - | 19.500 (2005) | 23.990 (2005) |
| Preis Dtl. (Euro):                    | 11.499 | 12.999 (2005) | 17.349 (2005) |